# Schlacht von Palestro
Montebello – Varese – San Fermo – Palestro – Turbigo – Boffalora – Magenta – Melegnano – Treponti – Medole – Solferino – San Martino
In der Schlacht von Palestro am 31. Mai, 1859 kam es am Anfang des Krieges zu einem ersten größeren Sieg der sardisch-piemontinischen Armee über Truppen der Österreicher.

## Vorgeschichte
Nach dem Gefecht von Montebello, das am südlichen Ufer des Po stattfand, verlegte die französische Armee ihren Schwerpunkt nach Norden. Der größere Teil des geteilten Heeres marschierte in Richtung Novara mit dem Ziel Mailand, der Hauptstadt der Lombardei zu besetzen. Der Rest der Armee, der hauptsächlich aus sardinischen Truppen bestand, nahm den Vormarsch nach Vercelli auf, um die südliche Flanke zu schützen. Am 30. Mai setzten die beiden Armeen ihren Marsch bis zum Fluss Sesia fort und suchten dort die Kontrolle über die dort liegenden Dörfer Confienza, Vinzaglio und Palestro zu erreichen.
Der österreichische Oberbefehlshaber, Feldzeugmeister Ferenc József Gyulay, hatte am 30. Mai die Aufklärung durch die Division Jellačić (vom II. Korps) aus Castel d’Agogna gegen Vercelli angeordnet, um Klarheit über den Gegner zu gewinnen. Eine Brigade der österreichischen Division Lilia sicherte in Robbio, eine zweite als Vorposten an der Linie Confienza – Vinzaglio – Palestro – Rivoltella. Südlich davon war die Division Reischach mit der Brigade Lebzeltern zwischen Candia und Langosco und mit der Brigade Gablenz bei Cozzo im Biwak.
Währenddessen war das Gros des piemontesischen Heeres bei Vercelli überraschend über die Sesia gegangen. Im Hauptquartier der Österreicher in Mortara herrschte am späten Abend nach dem Eintreffen von Feldzeugmeister Gyulay noch Ungewissheit über Stärke und Absichten des Gegners. Der Generalstabschef des VII. Korps, Oberstleutnant Bartels glaubte, dass der Gegner von einem Angriff bei Frassinetto abzulenken suchte.

## Die Schlacht

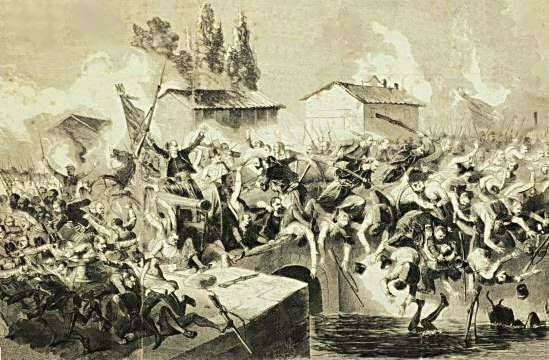
Schlacht von Palestro

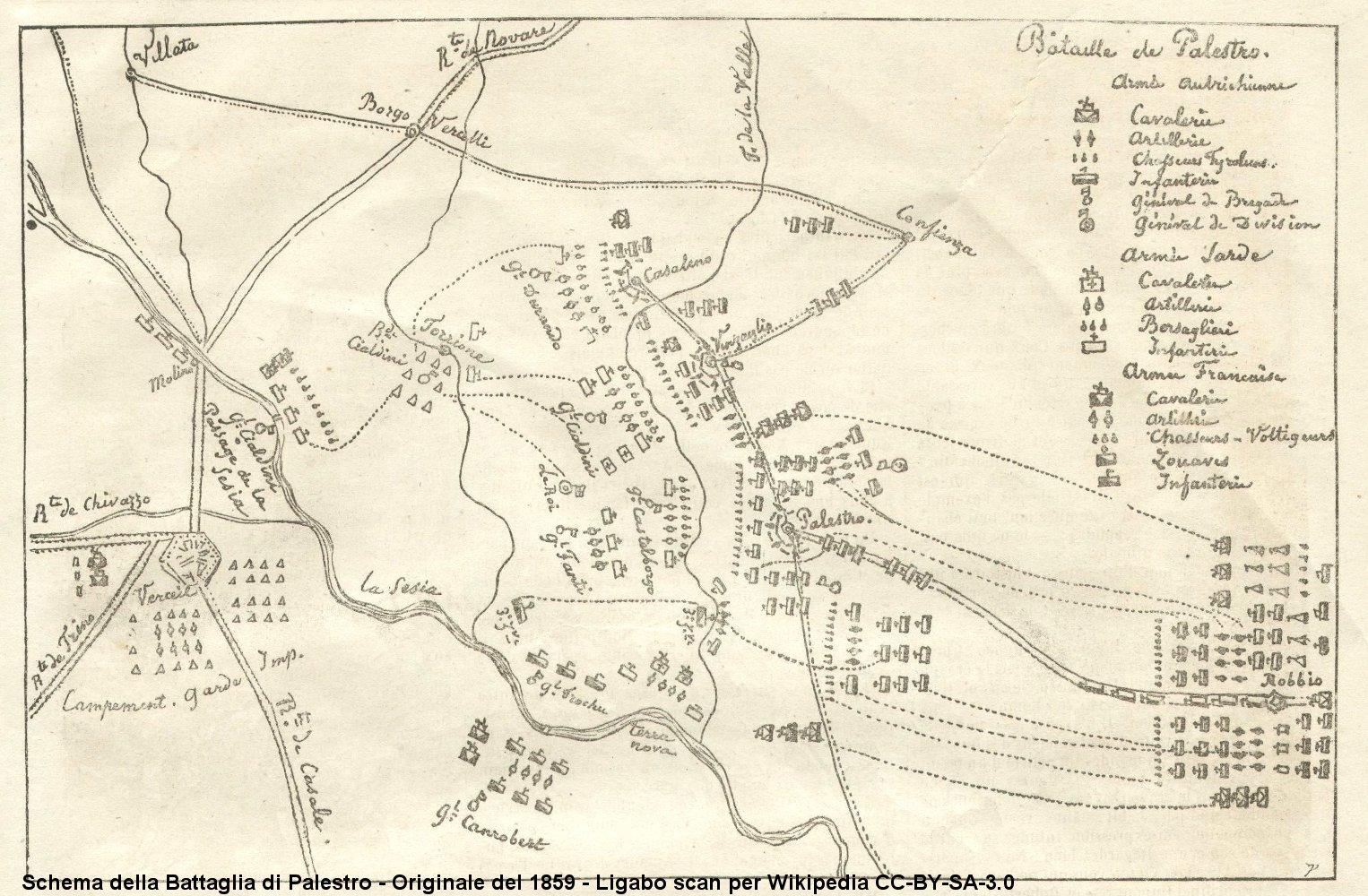
Plan der Schlacht von Palestro

Im Generalstab des österreichischen VII. Korps hatte man endlich Meldung vom feindlichen Vorstoß erhalten und der Kommandierende General Zobel, befahl am 31. Mai zwei seiner Infanteriedivisionen, Palestro anzugreifen.
Das französisch-sardinische Heer machte sich an die Verteidigung der soeben gewonnenen Städte und teilte das Heer auf.
Die Italiener wurden von Viktor Emanuel befehligt, der drei seiner Divisionen zwischen Vinzaglio und Palestro aufmarschieren ließ:
- 1. Division (General Castelborgo) mit Brigade Granatieri (General Colliano) und Brigade Savoia (General Perrier)
- 4. Division (General Cialdini) mit Brigade Regina (General Villamarina) und Brigade Savona (General Broglia).
- Die verbündeten französischen Truppenverbände unterstanden dem Befehl von General Pellé, der algerische Zuaven zum Schutz der Flanken der Armee aufmarschieren ließ.
- 1. Division (Durando) sicherte die nördliche Flanke beim höher gelegenen Dorf Vinzaglio.

Die Italiener konnten sich zudem bei Bedarf unmittelbar durch die Divisionen Renault und Trochu des französischen Corps Canrobert verstärken. Desgleichen stand dicht hinter der Division Castelborgo die sardische 2. Division Fanti als Reserve zur Verfügung.
Die österreichische Heer bestand aus zwei Divisionen, die eine wurde von Baron  Jellačić (mit den Brigaden Szabo und Koudelka) und die zweite von FML Lilia (mit den Brigade Weigl und Schmidt von Dondorf) befehligt.
Die Österreicher eröffneten die Schlacht mit einem Angriff von Baron Jellačić auf Robbio, wo die Sarden lagerten und drängten diese anfangs zurück. Das österreichische Zentrum plante mit den Brigaden Dondorf und Koudelka (zusammen 5841 Mann und 14 Geschütze) auf der Straße direkt nach Palestro anzugreifen. Links sollte die Brigade Szabo von Rivoltella her auf la Bridda nach Süden, rechts die Brigade Weigl nach Norden Deckung geben.
Die an Truppen überlegenen Sarden unter König Victor Emanuel kam den Gegnern jedoch zuvor. Die Brigade Szabo, welche auf dem westlichen Sartirana-Ufer die Flanke deckte, wurde durch den Angriff der Zuaven bei Rivoltella geschlagen, die österreichischen Truppen hier bis zum Fluss zurückgedrängt.
Die Brigade unter Generalmajor von Weigl versuchte am Nordabschnitt des Kampfgeländes gegen 11.00 Uhr die gegnerische Brigade Piemont (Generalmajor Mollard) aus Confienza zu drängen und gegen Vinzaglio vorzurücken. Südlich davon, noch hinter dem Roggione Busca konzentriert, konnte die Brigade Aosta (Generalmajor Enrico Cerale) einen erfolgreichen Stoß in die Flanke Weigls führen und bedrohte die Flanke und den Rücken des rechten Flügels der Österreicher.
FML Baron Zobel der jetzt die zahlenmäßige Übermacht des Gegners erkannte und nur etwa 13.000 Mann zum sofortigen Kampf einsetzen konnte, ordnete den sofortigen Rückzug an. Die Schlacht war zu Gunsten der Piemontesen entschieden.

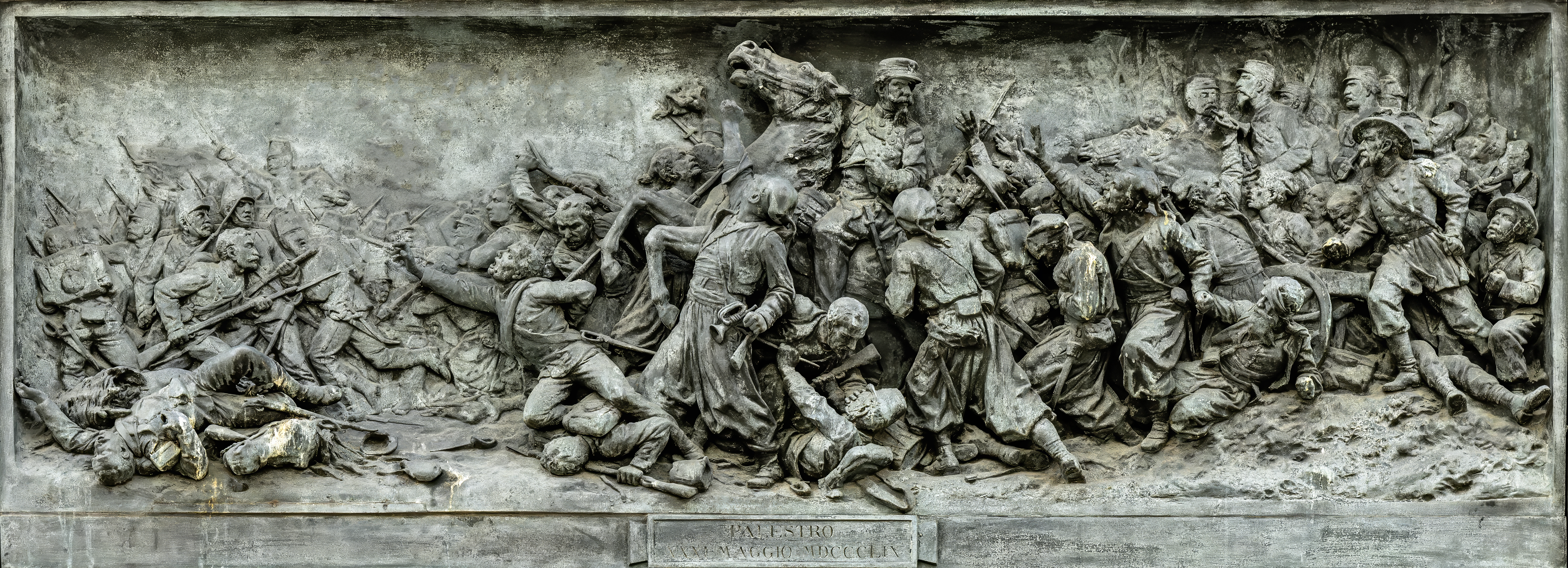
Battaglia di Palestro von Ettore Ferrari in Venedig

## Folgen
Am westlichen Flussufer der Sesia wurden von der franco-sardischen Koalition am folgenden Tag bis zu zwölf Infanterie- und eine Kavallerie-Division mit über 80.000 Mann konzentriert. Auf dem rechten Ufer verblieben weitere zwei Infanterie-Divisionen und eine Kavallerie-Division mit über 18.000 Mann stehen. Der Sieg hatte die Sardinisch-französische Armee derartig konzentriert, dass der weitere Vorstoß nach Mailand sofort möglich wurde. Anfang Juni wurde der Übergang am Ticino erzwungen und darauf die Schlacht von Magenta geschlagen.